# POLR2D
Субъединица RPB4 ДНК-зависимой РНК-полимеразы II — фермент, кодируемый у человека геном  POLR2D.
Этот ген кодирует четвертую по величине субъединицу РНК-полимеразы II, ответственной за синтез РНК у эукариот. У дрожжей, эта полимеразная субъединица связывается с полимеразой при субоптимальных условиях роста и может играть роль защиты от стресса. В 3' нетранслируемой области транскрипта этого гена содержится последовательность для рибосомального псевдогена.